# Dušan Petković (volley-ball)
Pour les articles homonymes, voir Petkovic et Dušan Petković.
Dušan Petković est un joueur serbe de volley-ball né le 27 janvier 1992. Il mesure 1,99 m et joue au poste de attaquant.

## Biographie
Dušan Petković commence le volley-ball en 2002 à l'Étoile rouge de Belgrade. Au sein du club, il remporte trois fois le championnat de Serbie et 2 fois la coupe de Serbie. Il est élu meilleur joueur du championnat de Serbie à l'issue de la saison 2013-2014. En Mars 2014, il signe un contrat avec l'AS Cannes pour l'exercice 2014-2015 

## Clubs
| Club             | De        | À         |
| ---------------- | --------- | --------- |
| OK Crvena Zvezda | 2010-2011 | 2013-2014 |
| AS Cannes        | 2014-2015 | ...       |

## Palmarès

### Club
- Championnat de Serbie (3)
  - Vainqueur : 2012, 2013, 2014
- Coupe de Serbie (1)
  - Vainqueur : 2013, 2014